# Liste des Premiers ministres du Bangladesh
Cet article dresse la  liste des Premiers ministres de la république populaire du Bangladesh depuis sa proclamation d'indépendance vis-à-vis du Pakistan le 26 mars 1971.

## Liste des titulaires
| N°                                                    | Portrait                                              | Titulaire (Naissance-Mort)                            | Élection                                              | Mandat                                                | Mandat                                                | Mandat                                                | Parti politique                                       | Parti politique                                       | Réf.   |
| N°                                                    | Portrait                                              | Titulaire (Naissance-Mort)                            | Élection                                              | Début                                                 | Fin                                                   | Durée                                                 | Parti politique                                       | Parti politique                                       | Réf.   |
| ----------------------------------------------------- | ----------------------------------------------------- | ----------------------------------------------------- | ----------------------------------------------------- | ----------------------------------------------------- | ----------------------------------------------------- | ----------------------------------------------------- | ----------------------------------------------------- | ----------------------------------------------------- | ------ |
| 1                                                     | Tajuddin Ahmad                                        | Tajuddin Ahmad (1925-1975)                            | –                                                     | 17 avril 1971                                         | 12 janvier 1972                                       | 8 mois et 26 jours                                    |                                                       | AL                                                    | [ 1 ]  |
| 2                                                     | Sheikh Mujibur Rahman                                 | Sheikh Mujibur Rahman (1920-1975)                     | 1973                                                  | 12 janvier 1972                                       | 24 janvier 1975                                       | 3 ans et 12 jours                                     | [ 2 ]                                                 | AL                                                    |        |
| 3                                                     | Muhammad Mansur Ali                                   | Muhammad Mansur Ali (1917-1975)                       | –                                                     | 25 janvier 1975                                       | 15 août 1975 (Déposé par un coup d'État)              | 6 mois et 21 jours                                    |                                                       | BaKSAL                                                | [ 3 ]  |
| Fonction supprimée du 15 août 1975 au 29 juin 1978    | Fonction supprimée du 15 août 1975 au 29 juin 1978    | Fonction supprimée du 15 août 1975 au 29 juin 1978    | Fonction supprimée du 15 août 1975 au 29 juin 1978    | Fonction supprimée du 15 août 1975 au 29 juin 1978    | Fonction supprimée du 15 août 1975 au 29 juin 1978    | Fonction supprimée du 15 août 1975 au 29 juin 1978    | Fonction supprimée du 15 août 1975 au 29 juin 1978    | Fonction supprimée du 15 août 1975 au 29 juin 1978    | [ 4 ]  |
| –                                                     | Mashiur Rahman                                        | Mashiur Rahman (1924-1979)                            | –                                                     | 29 juin 1978                                          | 12 mars 1979 (mort en fonction)                       | 8 mois et 11 jours                                    |                                                       | BNP                                                   | [ 5 ]  |
| 4                                                     | Shah Azizur Rahman                                    | Shah Azizur Rahman (1925-1989)                        | 1979                                                  | 15 avril 1979                                         | 24 mars 1982 (Déposé par un coup d'État)              | 2 ans, 11 mois et 9 jours                             | [ 5 ]                                                 | BNP                                                   |        |
| Fonction supprimée du 24 mars 1982 au 30 mars 1984    | Fonction supprimée du 24 mars 1982 au 30 mars 1984    | Fonction supprimée du 24 mars 1982 au 30 mars 1984    | Fonction supprimée du 24 mars 1982 au 30 mars 1984    | Fonction supprimée du 24 mars 1982 au 30 mars 1984    | Fonction supprimée du 24 mars 1982 au 30 mars 1984    | Fonction supprimée du 24 mars 1982 au 30 mars 1984    | Fonction supprimée du 24 mars 1982 au 30 mars 1984    | Fonction supprimée du 24 mars 1982 au 30 mars 1984    | [ 4 ]  |
| 5                                                     | Ataur Rahman Khan                                     | Ataur Rahman Khan (1905-1991)                         | –                                                     | 30 mars 1984                                          | 9 juillet 1986                                        | 2 ans, 1 mois et 9 jours                              |                                                       | JaPa                                                  | [ 6 ]  |
| 6                                                     | Mizanur Rahman Chowdhury                              | Mizanur Rahman Chowdhury (1928-2006)                  | 1986                                                  | 9 juillet 1986                                        | 27 mars 1988                                          | 1 an, 8 mois et 18 jours                              | [ 7 ]                                                 | JaPa                                                  |        |
| 7                                                     | Moudud Ahmed                                          | Moudud Ahmed (1940-2021)                              | 1988                                                  | 27 mars 1988                                          | 12 août 1989                                          | 1 an, 4 mois et 16 jours                              | [ 7 ]                                                 | JaPa                                                  |        |
| 8                                                     | Kazi Zafar Ahmed                                      | Kazi Zafar Ahmed (1939-2015)                          | –                                                     | 12 août 1989                                          | 6 décembre 1990                                       | 1 an, 3 mois et 24 jours                              | [ 7 ]                                                 | JaPa                                                  |        |
| Fonction supprimée du 6 décembre 1990 au 20 mars 1991 | Fonction supprimée du 6 décembre 1990 au 20 mars 1991 | Fonction supprimée du 6 décembre 1990 au 20 mars 1991 | Fonction supprimée du 6 décembre 1990 au 20 mars 1991 | Fonction supprimée du 6 décembre 1990 au 20 mars 1991 | Fonction supprimée du 6 décembre 1990 au 20 mars 1991 | Fonction supprimée du 6 décembre 1990 au 20 mars 1991 | Fonction supprimée du 6 décembre 1990 au 20 mars 1991 | Fonction supprimée du 6 décembre 1990 au 20 mars 1991 | [ 8 ]  |
| 9                                                     | Khaleda Zia                                           | Khaleda Zia (née en 1945)                             | 1991 02/1996                                          | 20 mars 1991                                          | 30 mars 1996                                          | 5 ans et 10 jours                                     |                                                       | BNP                                                   | [ 9 ]  |
| –                                                     | Muhammad Habibur Rahman                               | Muhammad Habibur Rahman (1928-2014)                   | intérim                                               | 30 mars 1996                                          | 23 juin 1996                                          | 2 mois et 24 jours                                    |                                                       | Indépendant                                           | [ 10 ] |
| 10                                                    | Sheikh Hasina                                         | Sheikh Hasina (née en 1947)                           | 06/1996                                               | 23 juin 1996                                          | 15 juillet 2001                                       | 5 ans et 22 jours                                     |                                                       | AL                                                    | [ 11 ] |
| –                                                     | Latifur Rahman                                        | Latifur Rahman (1936-2017)                            | intérim                                               | 15 juillet 2001                                       | 10 octobre 2001                                       | 2 mois et 25 jours                                    |                                                       | Indépendant                                           | [ 12 ] |
| (9)                                                   | Khaleda Zia                                           | Khaleda Zia (née en 1945)                             | 2001                                                  | 10 octobre 2001                                       | 29 octobre 2006                                       | 5 ans et 19 jours                                     |                                                       | BNP                                                   | [ 13 ] |
| –                                                     | Iajuddin Ahmed                                        | Iajuddin Ahmed (1931-2012)                            | intérim                                               | 29 octobre 2006                                       | 11 janvier 2007                                       | 2 mois et 13 jours                                    |                                                       | Indépendant                                           | [ 14 ] |
| –                                                     | Fazlul Haque                                          | Fazlul Haque (1938-2023)                              | intérim                                               | 11 janvier 2007                                       | 12 janvier 2007                                       | 1 jour                                                | [ 15 ]                                                | Indépendant                                           |        |
| –                                                     | Fakhruddin Ahmed                                      | Fakhruddin Ahmed (né en 1940)                         | intérim                                               | 12 janvier 2007                                       | 6 janvier 2009                                        | 1 an, 11 mois et 25 jours                             | [ 16 ]                                                | Indépendant                                           |        |
| (10)                                                  | Sheikh Hasina                                         | Sheikh Hasina (née en 1947)                           | 2008 2014 2018 2024                                   | 6 juillet 2009                                        | 5 août 2024                                           | 15 ans, 6 mois et 30 jours                            |                                                       | AL                                                    | [ 17 ] |
| –                                                     | Muhammad Yunus                                        | Muhammad Yunus (né en 1940)                           | intérim                                               | 8 août 2024                                           | en cours                                              | 7 mois et 6 jours                                     |                                                       | Indépendant                                           | [ 18 ] |